# إيبونا (ذا ليجند أوف زيلدا)
هذه الصفحة تتحدث عن الشخصية الخيالية، أما عن الربة الرومانية أنظر: إيبونا
إيبونا هي شخصية خيالية في لعبة ذا ليجند أوف زيلدا في جزء أوكرينا أوف تايم، هي حصان لينك.
ويستطيع لينك أن يستدعيها من خلال معزوفة «ايبونا».
وكان أول لقاء مع لينك عندما كانوا صغاراً، وكانت ايبونا تهرب من لينك إلى أن علم «مالون» «لينك» معزوفة «ايبونا» التي تستدعيها وتجعلها تخضع له.
وعندما عاد «لينك» إلى المزرعة بعد سبع سنين، وجد «ايبونا» مملوك لشخص اسمه «انجو», تحداه «لينك» في سباق من أجل الحصول على ايبونا.
وبعد السباق انتصر لينك على «انجو» وحصل على «ايبونا».
ومن بعد هذا الحدث ترافق «ايبونا» «لينك» في رحلاته، ويستطيع لينك ان يستدعيها بأي مكان، من خلال معزوفة «ايبوني».

## الاسم
اشتق اسم إيبونا من ربة الخيول والحمير عند قدماء الغال والرومان